# Wilhelm Mense
Wilhelm "Willi" Mense (* 8. September 1957 in Herzebrock) ist ein ehemaliger deutscher Fußballer, der unter anderem bei Werder Bremen in der Fußball-Bundesliga spielte. Er bestritt 16 Spiele mit drei Toren in der 1. Liga für Werder Bremen und 43 Spiele in der damaligen 2. Bundesliga Nord für Preußen Münster mit 13 Toren.
Mense arbeitet inzwischen als Fußball-Trainer, u. a. mit Station beim FC Gütersloh (1989 bis 1990). Er hat mit Frank Mill die bundesweit agierende Kinderfußballschule kids – active, allein außerdem die Firma Soccer 1 in Bielefeld gegründet, wo Mense 2015 für beide Firmen als geschäftsführender Gesellschafter tätig war. Inzwischen ist er Geschäftsführer von Tabton Sports, einer Firma, die ein spezielles Sportgerät vertreibt.